# نوبورو ایتو
نوبورو ایتو (انگلیسی: Noboru Ito; ۳۱ ژانویهٔ ۱۹۰۳ – ۷ فوریهٔ ۱۹۹۳) آهنگساز اهل ژاپن بود.